# Skřivan ouškatý

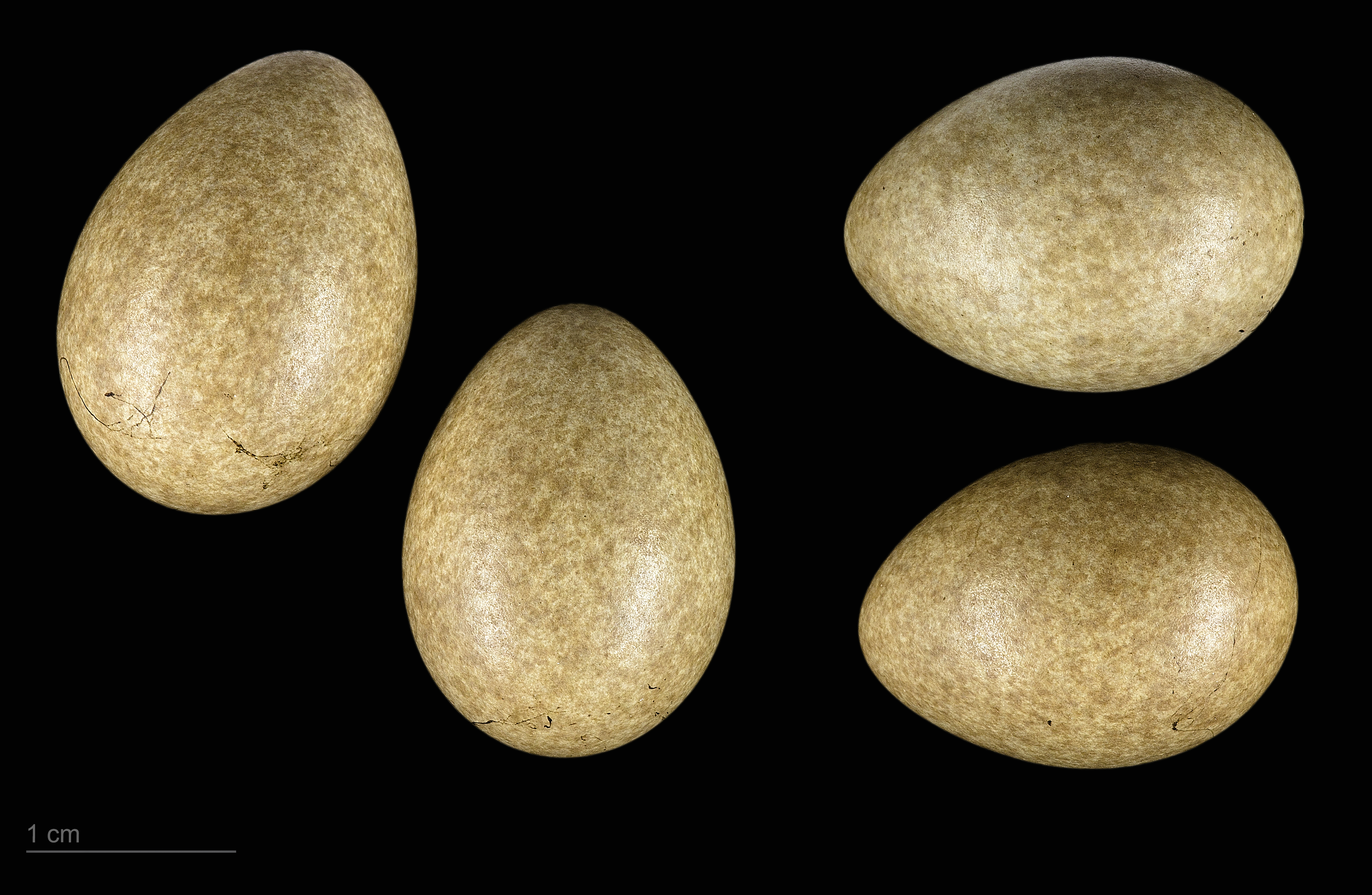
Eremophila alpestris flava

Skřivan ouškatý (Eremophila alpestris) je středně velký druh pěvce z čeledi skřivanovitých, o něco menší než skřivan polní. Na hlavě má typickou černožlutou nebo černobílou kresbu. Prodloužená pírka po stranách temene tvoří krátké růžky. Samec a samice se liší jen nepatrně. Mladí ptáci jsou shora černě skvrnití a mají jen náznak černé kresby na tvářích. Hnízdí v horách nad horní hranicí lesa, daleko na severu pak v tundře na úrovni moře. Nepravidelně zaletuje také na území České republiky; po roce 1989 byl zjištěn nejméně sedmkrát.